# Aleksandr Maletin
Aleksandr Iwanowicz Maletin (ros. Александр Иванович Малетин; ur. 6 lutego 1975) – rosyjski bokser amatorski wagi lekkiej (60 kg) i lekkopółśredniej (64 kg). Wielokrotny mistrz Rosji, trzykrotny mistrz Europy (2000, 2002, 2004), mistrz świata (1997), a także brązowy medalista olimpijski (2000).
Podczas igrzysk olimpijskich w Atenach (2004) został wyeliminowany z turnieju w wadze lekkopółśredniej już po drugiej walce, przegrywając na punkty z mistrzem świata, Francuzem Willym Blainem. Wskutek porażki postanowił zakończyć karierę. Powrócił jednak do rywalizacji w 2007 roku, gdy zajął 2. miejsce w mistrzostwach Rosji oraz zwyciężył w prestiżowym Turnieju im. Feliksa Stamma. Nie zdołał się jednak zakwalifikować na igrzyska olimpijskie w Pekinie i ostatecznie zakończył sportową karierę.